# Sportclub Verl von 1924 2020-2021
Questa voce raccoglie le informazioni riguardanti lo Sportclub Verl von 1924 nelle competizioni ufficiali della stagione 2020-2021.

## Stagione
Nella stagione 2020-2021 il Verl, allenato da Guerino Capretti, concluse il campionato di 3. Liga al 7º posto.

## Rosa
| N. |                                 | Ruolo | Calciatore         |
| -- | ------------------------------- | ----- | ------------------ |
| 1  | Germania (bandiera)             | P     | Sebastian Lange    |
| 4  | Germania (bandiera)             | D     | Daniel Mikic       |
| 5  | Germania (bandiera)             | D     | Yannick Langesberg |
| 6  | Germania (bandiera)             | C     | Barne Pernot       |
| 7  | Germania (bandiera)             | C     | Mehmet Kurt        |
| 8  | Germania (bandiera)             | C     | Julian Schwermann  |
| 9  | Germania (bandiera)             | A     | Kasim Rabihic      |
| 10 | Germania (bandiera)             | C     | Matthias Haeder    |
| 11 | Germania (bandiera)             | C     | Philipp Sander     |
| 13 | Bosnia ed Erzegovina (bandiera) | C     | Zlatko Janjić      |
| 14 | Germania (bandiera)             | D     | Patrick Choroba    |
| 15 | Germania (bandiera)             | D     | Frederik Lach      |
| 16 | Germania (bandiera)             | D     | Sergej Schmik      |
| 17 | Germania (bandiera)             | C     | Nico Hecker        |
| 18 | Germania (bandiera)             | A     | Aygün Yildirim     |

| N. |                        | Ruolo | Calciatore          |
| -- | ---------------------- | ----- | ------------------- |
| 19 | Danimarca (bandiera)   | D     | Lasse Jürgensen     |
| 20 | Germania (bandiera)    | D     | Steffen Lang        |
| 21 | Germania (bandiera)    | D     | Lars Ritzka         |
| 22 | Germania (bandiera)    | P     | Till Brinkmann      |
| 23 | Germania (bandiera)    | D     | Julian Stöckner     |
| 24 | Germania (bandiera)    | D     | Christopher Lannert |
| 25 | Germania (bandiera)    | C     | Berkan Taz          |
| 26 | Germania (bandiera)    | A     | Justin Eilers       |
| 27 | Stati Uniti (bandiera) | C     | Maël Corboz         |
| 28 | Germania (bandiera)    | D     | Leander Siemann     |
| 30 | Polonia (bandiera)     | A     | Patrick Schikowski  |
| 31 | Germania (bandiera)    | C     | Sascha Korb         |
| 32 | Germania (bandiera)    | P     | Robin Brüseke       |
| 33 | Germania (bandiera)    | C     | Sven Köhler         |
| 34 | Germania (bandiera)    | A     | Leandro Putaro      |

## Organigramma societario
Area tecnica
- Allenatore: Guerino Capretti
- Allenatore in seconda: Sergej Schmik
- Preparatore dei portieri: Sebastian Lange
- Preparatori atletici: Katharina Nadermann

## Calciomercato

### Sessione estiva
| Acquisti | Acquisti          | Acquisti          | Acquisti |
| R.       | Nome              | da                | Modalità |
| -------- | ----------------- | ----------------- | -------- |
| C        | Berkan Taz        | Union Berlino     |          |
| A        | Kasim Rabihic     | Türkgücü          |          |
| D        | Leander Siemann   | Berliner AK 07    |          |
| C        | Philipp Sander    | Holstein Kiel     |          |
| D        | Steffen Lang      | Viktoria Colonia  |          |
| D        | Dominik Sollfrank | Greuther Fürth II |          |
| P        | Till Brinkmann    | Paderborn II      |          |
| C        | Sascha Korb       | Schweinfurt 05    |          |
| D        | Lasse Jürgensen   | Augusta II        |          |
| C        | Barne Pernot      | Holstein Kiel II  |          |
| A        | Fabian Brosowski  | Lippstadt 08      |          |

| Cessioni | Cessioni           | Cessioni           | Cessioni |
| R.       | Nome               | a                  | Modalità |
| -------- | ------------------ | ------------------ | -------- |
| A        | Fabian Brosowski   | Wiedenbrück        |          |
| A        | Exaucé Andzouana   | Sportfreunde Lotte |          |
| C        | Jan Schöppner      | Heidenheim         |          |
| C        | Hendrik Lohmar     | Wiedenbrück        |          |
| A        | Anton Heinz        | Lippstadt 08       |          |
| P        | Luis Klante        | Eintracht Rheine   |          |
| D        | Cinar Sansar       | Lippstadt 08       |          |
| C        | Ron Schallenberg   | Paderborn          |          |
| A        | Christopher Schepp | Blau-Weiß Lohne    |          |
| C        | Jannik Schröder    | Gütersloh          |          |

### Sessione invernale
| Acquisti | Acquisti       | Acquisti               | Acquisti |
| R.       | Nome           | da                     | Modalità |
| -------- | -------------- | ---------------------- | -------- |
| A        | Leandro Putaro | Eintracht Braunschweig |          |
| C        | Sven Köhler    | Osnabrück              |          |
| C        | Maël Corboz    | Go Ahead Eagles        |          |

| Cessioni | Cessioni | Cessioni | Cessioni |
| R.       | Nome     | a        | Modalità |
| -------- | -------- | -------- | -------- |

## Risultati

### 3. Liga

#### Girone di andata
| Wiesbaden 19 settembre 2020, ore 14:00 CEST 1ª giornata | Wehen Wiesbaden | 0 – 0 referto | Verl | BRITA-Arena (630 spett.)\| Arbitro: \| Kessel \| |
| Arbitro:                                                | Kessel          |               |      |                                                  |

| Arbitro: | Schwengers |

|                                     |           |  |
| Yildirim 17’ Janjić 39’ (rig.), 64’ | Marcatori |  |

| Arbitro: | Glaser |

|           |           |                      |
| Helwe 86’ | Marcatori | 5’ Yildirim 44’ Lang |

| Arbitro: | Hanslbauer |

|                       |           |                                        |
| Yildirim 37’ Kurt 54’ | Marcatori | 31’ (rig.) Bahn 35’ Neidhart 42’ Litka |

| Arbitro: | Alt |

|                      |           |            |
| Gaus 19’ Paulsen 48’ | Marcatori | 34’ Sander |

| Arbitro: | Haslberger |

|                        |           |            |
| Janjić 7’, 53’ Taz 54’ | Marcatori | 65’ Müller |

| Arbitro: | Kessel |

|             |           |                         |
| Barylla 60’ | Marcatori | 35’ Yildirim 84’ Janjić |

| Arbitro: | Benen |

|                    |           |           |
| Könnecke 2’ (aut.) | Marcatori | 49’ König |

| Arbitro: | Osmanagic |

|                                                  |           |                                                   |
| Jürgensen 41’ (aut.) Hasenhüttl 58’ Heinrich 75’ | Marcatori | 45’ Ritzka 85’ Rabihic 88’ (aut.) Schwabl 90’ Taz |

| Arbitro: | Aarnink |

|              |           |                               |
| Yildirim 66’ | Marcatori | 59’ Steinwender 90’ Deichmann |

| Arbitro: | Kampka |

|  |           |                                          |
|  | Marcatori | 15’, 80’ Rabihic 59’ Janjić 76’ Yildirim |

| Arbitro: | Willenborg |

|             |           |         |
| Lannert 38’ | Marcatori | 20’ Lex |

| Arbitro: | Storks |

|                |           |                    |
| van Ooijen 47’ | Marcatori | 66’ Taz 78’ Janjić |

| Arbitro: | Glaser |

|                                              |           |                    |
| Pernot 3’ Stöckner 6’ Rabihic 60’ Janjić 64’ | Marcatori | 44’ Boyd 83’ Vučur |

| Arbitro: | Schultes |

|                         |           |          |
| Koronkiewicz 36’ (aut.) | Marcatori | 3’ Cueto |

| Arbitro: | Hanslbauer |

|                                               |           |                   |
| Kade 43’, 79’ Weihrauch 69’ Königsdörffer 75’ | Marcatori | 56’ (rig.) Janjić |

| Arbitro: | Fritsch |

|  |           |             |
|  | Marcatori | 62’ Sararer |

| Arbitro: | Speckner |

|                        |           |                          |
| Saghiri 24’ Ferati 42’ | Marcatori | 68’ Rabihic 73’ Yildirim |

| Arbitro: | Ittrich |

|         |           |            |
| Taz 81’ | Marcatori | 61’ Pourié |

#### Girone di ritorno
| Arbitro: | Schwengers |

|                             |           |                     |
| Yildirim 20’ Schikowski 65’ | Marcatori | 59’ Medić 77’ Tietz |

| Arbitro: | Fritsch |

|          |           |                         |
| Kern 47’ | Marcatori | 69’ Corboz 90’ Yildirim |

| Arbitro: | Bacher |

|                                    |           |           |
| Janjić 48’, 61’ Bünning 58’ (aut.) | Marcatori | 50’ Guder |

| Arbitro: | Bokop |

|                                     |           |                                 |
| Verhoek 54’ Omladič 59’ Türpitz 90’ | Marcatori | 4’ (rig.) Janjić 38’ Schikowski |

| Arbitro: | Glaser |

|              |           |             |
| Yildirim 76’ | Marcatori | 48’ Bilbija |

| Arbitro: | Osmers |

|  |           |                                        |
|  | Marcatori | 4’ Janjić 16’, 42’ Yildirim 79’ Sander |

| Arbitro: | Schwengers |

|            |           |                                   |
| Eilers 88’ | Marcatori | 11’, 55’ Gouras 19’ (aut.) Köhler |

| Arbitro: | Haslberger |

|                                  |           |  |
| Miatke 1’ König 27’ Drinkuth 64’ | Marcatori |  |

| Arbitro: | Speckner |

|                                |           |                        |
| Janjić 38’ (rig.) Yildirim 40’ | Marcatori | 12’ (rig.) Stroh-Engel |

| Arbitro: | Winter |

|                         |           |                             |
| Akono 30’ Deichmann 80’ | Marcatori | 24’ (aut.) Grupe 36’ Eilers |

| Arbitro: | Oldhafer |

|            |           |                      |
| Eilers 55’ | Marcatori | 27’, 78’ Stoppelkamp |

| Arbitro: | Schlager |

|                                |           |                        |
| Mölders 15’, 19’ Neudecker 65’ | Marcatori | 2’ Eilers 57’ Yildirim |

| Arbitro: | Fritsch |

|                                |           |  |
| Corboz 17’ Korb 36’ Ritzka 77’ | Marcatori |  |

| Arbitro: | Benen |

|          |           |              |
| Manu 16’ | Marcatori | 72’ Stöckner |

| Arbitro: | Winter |

|                           |           |                            |
| Schultz 8’ Wunderlich 56’ | Marcatori | 51’ Langesberg 86’ Rabihic |

| Paderborn 4 maggio 2021, ore 19:00 CEST 35ª giornata | Verl     | 0 – 0 referto | Dinamo Dresda | Benteler-Arena (0 spett.)\| Arbitro: \| Speckner \| |
| Arbitro:                                             | Speckner |               |               |                                                     |

| Arbitro: | Weickenmeier |

|            |           |                          |
| Sijarić 3’ | Marcatori | 70’ Jürgensen 83’ Eilers |

| Arbitro: | Glaser |

|  |           |             |
|  | Marcatori | 66’ Boyamba |

| Arbitro: | Osmanagic |

|             |           |             |
| Redondo 71’ | Marcatori | 64’ Rabihic |

## Statistiche

### Statistiche di squadra
| Competizione | Punti | In casa | In casa | In casa | In casa | In casa | In casa | In trasferta | In trasferta | In trasferta | In trasferta | In trasferta | In trasferta | Totale | Totale | Totale | Totale | Totale | Totale | DR  |
| Competizione | Punti | G       | V       | N       | P       | Gf      | Gs      | G            | V            | N            | P            | Gf           | Gs           | G      | V      | N      | P      | Gf     | Gs     | DR  |
| ------------ | ----- | ------- | ------- | ------- | ------- | ------- | ------- | ------------ | ------------ | ------------ | ------------ | ------------ | ------------ | ------ | ------ | ------ | ------ | ------ | ------ | --- |
| 3. Liga      | 55    | 19      | 6       | 7       | 6       | 30      | 24      | 19           | 8            | 6            | 5            | 36           | 31           | 38     | 14     | 13     | 11     | 66     | 55     | +11 |
| Totale       | 55    | 19      | 6       | 7       | 6       | 30      | 24      | 19           | 8            | 6            | 5            | 36           | 31           | 38     | 14     | 13     | 11     | 66     | 55     | +11 |

### Andamento in campionato
| Giornata  | 1  | 2 | 3 | 4 | 5 | 6 | 7 | 8 | 9 | 10 | 11 | 12 | 13 | 14 | 15 | 16 | 17 | 18 | 19 | 20 | 21 | 22 | 23 | 24 | 25 | 26 | 27 | 28 | 29 | 30 | 31 | 32 | 33 | 34 | 35 | 36 | 37 | 38 |
| --------- | -- | - | - | - | - | - | - | - | - | -- | -- | -- | -- | -- | -- | -- | -- | -- | -- | -- | -- | -- | -- | -- | -- | -- | -- | -- | -- | -- | -- | -- | -- | -- | -- | -- | -- | -- |
| Luogo     | T  | C | T | C | T | C | T | C | T | C  | T  | C  | T  | C  | C  | T  | C  | T  | C  | C  | T  | C  | T  | C  | T  | C  | T  | C  | T  | C  | T  | C  | T  | T  | C  | T  | C  | T  |
| Risultato | N  | V | V | P | P | V | V | N | V | P  | V  | N  | V  | V  | N  | P  | P  | N  | N  | N  | V  | V  | P  | N  | V  | P  | P  | V  | N  | P  | P  | V  | N  | N  | N  | V  | P  | N  |
| Posizione | 13 | 3 | 2 | 4 | 8 | 5 | 4 | 3 | 4 | 4  | 2  | 4  | 3  | 1  | 2  | 3  | 4  | 4  | 5  | 6  | 5  | 5  | 5  | 5  | 4  | 7  | 7  | 6  | 5  | 6  | 7  | 7  | 7  | 7  | 7  | 7  | 7  | 7  |

Legenda:

Luogo: C = Casa; T = Trasferta. Risultato: V = Vittoria; N = Pareggio; P = Sconfitta.

### Statistiche dei giocatori
| T. Brinkmann  | 3  | 0  | 0  | 0 |
| R. Brüseke    | 35 | 0  | 2  | 0 |
| P. Choroba    | 9  | 0  | 1  | 0 |
| M. Corboz     | 20 | 2  | 2  | 0 |
| J. Eilers     | 18 | 5  | 1  | 0 |
| M. Haeder     | 11 | 0  | 1  | 0 |
| N. Hecker     | 7  | 0  | 1  | 0 |
| Z. Janjić     | 33 | 14 | 4  | 0 |
| L. Jürgensen  | 20 | 1  | 2  | 0 |
| S. Korb       | 20 | 1  | 1  | 1 |
| M. Kurt       | 33 | 1  | 10 | 0 |
| S. Köhler     | 13 | 0  | 3  | 0 |
| F. Lach       | 2  | 0  | 0  | 0 |
| S. Lang       | 10 | 1  | 2  | 0 |
| S. Lange      | 0  | 0  | 0  | 0 |
| Y. Langesberg | 16 | 1  | 2  | 0 |
| C. Lannert    | 28 | 1  | 5  | 0 |
| D. Mikic      | 30 | 0  | 3  | 2 |
| B. Pernot     | 13 | 1  | 1  | 0 |
| L. Putaro     | 8  | 0  | 1  | 0 |
| K. Rabihic    | 36 | 7  | 5  | 0 |
| L. Ritzka     | 35 | 2  | 3  | 0 |
| P. Sander     | 35 | 2  | 5  | 0 |
| P. Schikowski | 18 | 2  | 4  | 0 |
| S. Schmik     | 0  | 0  | 0  | 0 |
| J. Schwermann | 31 | 0  | 6  | 0 |
| L. Siemann    | 1  | 0  | 0  | 0 |
| J. Stöckner   | 19 | 2  | 5  | 0 |
| B. Taz        | 18 | 4  | 1  | 0 |
| A. Yildirim   | 30 | 14 | 7  | 0 |